# Westerveld
Westerveld (phát âmⓘ) là một đô thị ở tỉnh Drenthe, đông bắc Hà Lan.
Đô thị Westerveld được lập năm 1998 từ các đô thị Diever, Dwingeloo, Havelte en Vledder.
Westerveld có kênh Drentsche Hoofdvaart chảy qua. Ở đây có 2 vườn quốc gia là Drents-Friese Wold và Dwingelerveld.

## Các trung tâm dân cư
Boschoord, Darp, Diever, Dieverbrug, Doldersum, Dwingeloo, Eemster, Frederiksoord, Geeuwenbrug, Havelte, Havelterberg, Leggeloo, Lhee, Lheebroek, Nijensleek, Oude Willem, Uffelte, Vledder, Vledderveen, Wapse, Wapserveen, Wateren, Wilhelminaoord, Wittelte và Zorgvlied.